# Dominic Scott Kay
Pour les articles homonymes, voir Kay.
Dominic Scott Kay est un acteur et chanteur américain né le 6 mai 1996 à Los Angeles en Californie.  
Il est surtout connu pour son travail comme la voix de Wilbur sur Le Petit Monde de Charlotte et sur la scène post-crédits de Pirates des Caraïbes : Jusqu'au bout du monde comme Henry Turner, fils de Will Turner (Orlando Bloom) et d'Elizabeth Swann (Keira Knightley). Il a également joué le fils de Tom Cruise dans le film Minority Report, réalisé par Steven Spielberg . Il est également apparu dans la cinquième saison de l'édition américaine de The Voice.

## Carrière

### Cinéma
- 2002 : Minority Report de Steven Spielberg : Sean enfant
- 2005 : Loverboy de Kevin Bacon : Paul (6 ans)
- 2006 : Le Petit Monde de Charlotte de Gary Winick : Wilbur
- 2007 : Pirates des Caraïbes, jusqu'au bout du monde de Gore Verbinski : Henry Turner, fils de Will Turner et d'Elizabeth Swann
- 2008 : Les Copains des neiges (Snow Buddies) de Robert Vince : Adam

### Téléfilm
- 2004 : Le fantôme de Noël de Georg Stanford Brown : Frankie
- 2005 : Un amour de Noël de Harvey Frost : Jake
- 2008 : Une leçon de vie de Peter Werner : Brad Cohen adolescent

### Séries télévisées
- 2002 : Power Rangers : Force animale (épisode 40) : petit garçon
- 2002 : FBI : Portés disparus (saison 4, épisode 17) : Eli
- 2007 : NCIS : Enquêtes spéciales (saison 5, épisode 9) : Carson Taylor
- 2007 : Dr House (saison 5, épisode 16) : Jackson Smith